# الناحية المركزية (مقاطعة أهر)
الناحية المركزية لمقاطعة أهر (بالفارسية: بخش مرکزی شهرستان اهر) هي ناحية في مقاطعة أهر التابعة لمحافظة أذربيجان الشرقية في إيران. في تعداد عام 2006، كان عدد سكانها 125,253 نسمة في 29,323 عائلة. فيها مدينة واحدة: أهر. وستة أقسام ريفية هي: قسم آذغان الريفي وقسم بزكش الريفي وقسم غويجة بل الريفي وقسم أوتش هاتشا الريفي وقسم قشلاق الريفي وقسم ورغان الريفي.